# My Indigo (canção)
"My Indigo" é o primeiro single do projeto homônimo da cantora e compositora holandesa Sharon den Adel. Foi anunciado em 9 de novembro de 2017 por Sharon no programa holandês RTL Late Night, e lançado oficialmente em 10 de novembro de 2017, através de um anúncio no Facebook.

## Contexto
"My Indigo" é o primeiro single do projeto homônimo. Sharon afirmou que a abordagem musical é diferente da de sua banda, e que nunca foi destinada a ser musicalmente próxima a ele. A canção traz uma sonoridade mais acelerada que a banda principal de Sharon. Segundo a Loudwire, "a canção começa com partes de guitarra mais melódicas, permitindo que a emoção da voz da cantora realmente lidere a canção, mas quando o refrão chega, há partes de bateria e teclado mais proeminentes conforme Sharon muda de um clima mais vulnerável para algo mais forte, desafiador e poderoso." A canção entrou posteriormente na parada Ultratip Bubbling Under da Bélgica.
A canção teve sua primeira apresentação ao vivo na rádio holandesa NPO Rádio 2 em 29 de novembro de 2017. Na ocasião, Sharon também fez um cover de "The Rose", de Bette Midler.

## Lista de faixas
| N.º | Título                 | Letras                                    | Música                                    | Duração |  |
| 1.  | "My Indigo" (Meu Anil) | Sharon den Adel, Daniel Gibson, Will Knox | Sharon, Robert Westerholt, Maarten Welzen | 3:26    |  |